# كنيسة مريم العذراء (أرومية)
كنيسة مريم العذراء في مدينة أرومية، وتسمى أيضًا بـ«كنيسة شرق آشور»، هي كنيسة تقع في إيران في مدينة أرومية، تعودُ هذه الكنيسة إلى سنة 32 للميلاد، وقد كانت مكاناً لدفن الموتى وذلك في القرون الماضية.
وتم تسجيلها ضمن المعالم الأثرية والتاريخية العالمية وكذلك مكان للدعاء والابتهال.

## انظر  أيضًا
- إيران.
- مسيحيون.
- كنيسة.